# Leyla Güven
Leyla Güven, född 6 maj 1964 i Yapalı nära Cihanbeyli i provinsen Konya, Turkiet, är en kurdisk politiker, aktivist och parlamentsledamot för Folkens demokratiska parti (HDP) i Turkiet.
Hon är före detta borgmästare i distriktet Viranşehir, belägen i provinsen Şanlıurfa i Turkiet. Güven tillhörde tidigare den upplösta kurdiska pro-partiet, Demokratiska Samhällspartiet (DTP).
I maj 2010 besökte riksdagsledamoten Thomas Hammarberg, tidigare Europarådets kommissionär för mänskliga rättigheter, henne i fängelse i Diyarbakir och utfärdade en deklaration som uttryckte sin oro över situationen angående Turkiska staten som behöll så många kurdiska folkvalda fängslade. Efter fyra års fängelse släpptes hon i juli 2014, tillsammans med 30 folkvalda representanter i Diyarbakir.
Den 7 november 2018 inledde hon hungerstrejk för att protestera mot isoleringen av Abdullah Öcalan, ledaren för PKK som sitter fängslad sedan 1999. Omkring 250 politiska fångar har gått med i Güven med en egen obestämd hungerstrejk. Den 7 februari 2019 har det gått 92 dagar sedan hon inledde hungerstrejken.

## Biografi
Leyla Güven föddes 6 maj 1964 i kurdiska byn Yapalı, belägen i distriktet Cihanbeyli i provinsen Konya i Turkiet.